# 聖弗朗西斯科火山
26°55′S 68°15′W / 26.917°S 68.250°W

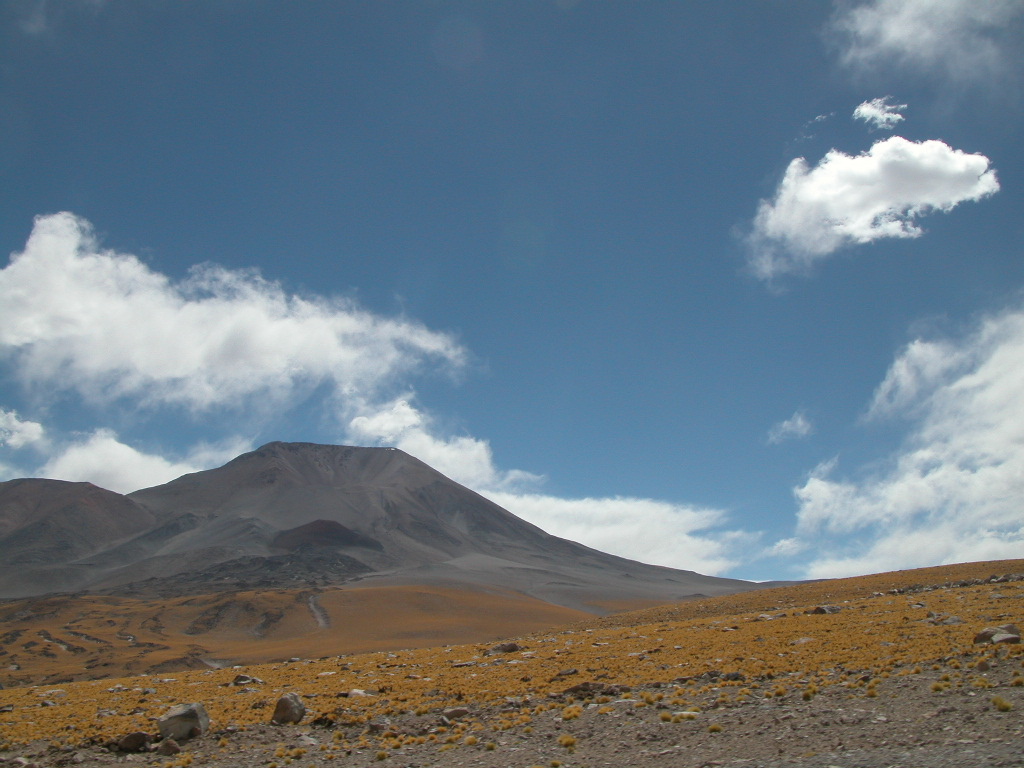

聖弗朗西斯科火山是南美洲的火山，位於阿根廷和智利接壤的邊境，屬於安第斯山脈的一部分，由卡塔馬卡省和阿塔卡馬大區負責管轄，海拔高度6,016米。